# استاله (استخر) کدیور
استاله (استخر) کدیور مربوط به دوران‌های تاریخی پس از اسلام است و در سمنان، تقاطع بلوار ۱۷ شهریور و بلوار معلم واقع شده و این اثر در تاریخ ۹ اردیبهشت ۱۳۸۲ با شمارهٔ ثبت ۸۶۱۳ به‌عنوان یکی از آثار ملی ایران به ثبت رسیده است.